# Тасаральський сільський округ
Тасара́льський сільський округ (каз. Тасарал ауылдық округі, рос. Тасаралский сельский округ) — адміністративна одиниця у складі Актогайського району Карагандинської області Казахстану. Адміністративний центр та єдиний населений пункт — село Тасарал.
Населення — 359 осіб (2021; 416 у 2009, 417 у 1999, 501 у 1989).
Станом на 1989 рік існувала Тасаральська сільська рада (село Тасарал).